# Церква Успіння Пресвятої Богородиці (Глиняни)
Церква Успіння Пресвятої Богородиці — дерев'яна церква XVIII століття, пам'ятка архітектури національного значення (№ 525). Церкву вважають однією з найстаріших дерев'яних церков Галичини, адже її стара частина походить з кінця XIV — початку XV ст.

## Історія
Як свідчать давні документи, 1562 року церква Успіння Пресвятої Богородиці вже існувала в місті; а та будівля церкви, яка є сьогодні, постала в 1749 році. Під час її будівництва можливо використовувалися придатні до вжитку матеріали з якоїсь старшої розібраної церкви.
Під час пожежі 1886 року, коли згоріли всі будівлі Глинян, церква залишилася неушкодженою. 
Наприкінці XIX ст. розширена видовженням бабинця. У 1931 р. реставрована – проведено заміну гнилих конструкцій стін, підвалин, бані.
Церква особливо стала відомою з 1936 року завдяки самовідновленню і позолоченню запрестольної ікони Розп'яття Ісуса Христа, біля якої  впродовж 1936—1939 років відбулося понад 3000 зцілень хворих, які записували до спеціальних книг.
12 червня 1936 року церкву Успення Пресвятої Богородиці обстежив керівник повітового уряду шляхів сполучення та визнав й стан загрозливим, тому, — вказував він у звіті, — церкву необхідно закрити і провести її суттєву перебудову та ремонт. Священник М. Гаврилюк надіслав 25 травня 1937 року листа до воєводського уряду консерваторів Львова з проханням дати дозвіл на ремонт старої церкви, що дозволило б відправляти Служби Божі, а людям і далі оглядати відновлений образ. Він також запевнив, що в майбутньому намагатиметься ґрунтовніше реставрувати церкву згідно вказівок уряду реставраторів.
Після Другої світової війни церкву закрили і зробили у ній музей килимарства.
Церква в користуванні громади УГКЦ, якій повернули святиню у 2011 році.

## Архітектура

### Церква
Церква тризуба, однобанна. Центральна нава має форму «пом’якшеного» квадрата. Четвертик нави переходить у восьмерик через кутаси. Восьмерик завершується високою банею, яку вінчає високий світловий ліхтар з маківкою. Вівтар має гранчасту форму. Баню, восьмерик та всі дахи церкви зашили бляхою у 1900 р.
Поряд з церквою розташована мурована стінна дзвіниця з трьома арковими прорізами, зведена у 1930-х рр.
За матеріалами досліджень церкви Іваном Могитичем запропоновано відносну періодизацію будівельних етапів. Першим з них була двозрубна схема: нава і вівтар. Баня була вкрита гонтям по зрубу. Первісно піддашшя опиралось на випусти зрубу. Між піддашшям і дахом містилось віконце для освітлення вівтаря. На другому етапі до нави прибудовано прямокутний бабинець, церква стала тридільною. Барокова м’яка форма бані з перехватом та глухим ліхтарем надали силуетові храму більш вишуканої форми. Сучасного вигляду церква набула внаслідок добудови до бабинця прямокутного рівноширокого з існуючим бабинцем об’єму та прямокутної ризниці, прибудованої до південної стіни вівтаря. Водночас спрощено форму піддашшя. Щодо питання з’ясування дат побудови І. Могитич вважає, що 1749 року відбувся один з етапів об’ємно-просторового розвитку церкви. Названа дата може, зокрема, вказувати побудову бані сучасної форми, яку одягнуто на наметовий зруб.

### Іконостас
Збережений іконостас з першої половини XVIII ст. – п’ятиярусний, різьблений, золочений. Верхній ярус його у формі східців. Намісні ікони Св. Миколи та Спаса, ймовірно, датовані зламом XVII/XVIII ст., дияконські врата та, можливо, царські – 1938 р. В іконостасі є додатковий другий ряд ікон зі зображеннями євангельських подій, які святкують щонеділі «Цвітної Тріоді». Під намісними іконами на тумбах, які фланкують консолі, – сцени з житій: з житія св. Миколи, «Відпочинок на шляху в Єгипет», «Розмова Христа з Никодимом» і «Зустріч Марії та Єлизавети». Царські врата різьблені з чотирма медальйонами з поколінними зображеннями євангелистів. Дияконські двері мають погрудні зображення Богородиці (на північних) та св. Миколи (на південних). Різьба іконостасу – барокова. Цінним є вівтар ХVІII ст. з запрестольним образом «Розп’яття» у центральній частині. Ікона є в золоченій рамі. Фігура Христа в ореолі на золотому тлі. По краях вгорі над арковим завершенням – рельєфний орнамент. Вгорі на обрамленні напис – «Чудесно врятована ікона».

## Легенда про самовідновлення запрестольного образу Розп’яття Ісуса Христа
На сам Святвечір 1936 року сільські діти, що гралися неподалік покинутого храму, помітили дивне світло в його вікнах. Думаючи, що церкву зсередини охопила пожежа, вони кинулися кликати дорослих. Селяни поспішили на порятунок. Коли ж відкрили двері і увійшли всередину, перед очима неземним світлом сяяв образ Розп’яття Ісуса Христа – запрестольна ікона, що доти непомітною висіла у заснованому павутинням вівтарі, потьмяніла від пороху та кіптяви свічок. Чудо сяяння ікони справило величезне враження на людей. Входячи до церкви, вони падали на коліна, молились і плакали, огорнуті незбагненним почуттям вдячності і благоговіння.
Ікона сяяла вдень і вночі аж до свята Водохреща (Йордану). Коли ж сяйво зникло, стало помітно, що образ чудесним способом оновився – на ньому сяяла позолота, фарби, зокрема червона кров на руках і ногах Розіп’ятого Господа, були яскравими і свіжими, наче ікона щойно тепер вийшла з-під руки майстра-іконописця.
Місцевий священик відразу сповістив про чудо Митрополитові Андрею Шептицькому. Кілька комісій обстежували образ, поки не був зроблений остаточний висновок: «Людська рука тут не робила нічого, це чудо Боже».
Незабаром вістка про чудотворний глинянський образ дійшла до Риму, і в році 1938 Папа Римський Пій ХІ коронував Розп’яття та надав церкві Успіння Пресвятої Богородиці право 12-х відпустів на рік, зокрема у свята Вознесіння Господнього, Різдва Івана Хрестителя, Успіння Пресвятої Богородиці, Воздвиження Чесного Хреста та ін.
У часи радянщини храм зачинили на довгих тридцять років. Працівники КДБ навіть хотіли знищити ікону. Але спроба виявилася невдалою – офіцера, який намагався зняти образ, відкинуло. Відтак на ікону більше ніхто не зазіхав. У церкві відкрили музей килимарства, образ же завісили ширмою. Та хоча церква не діяла і не було священика, люди все одно йшли сюди молитися. Перед іконою відбувались і відбуваються численні чуда, навернення і зцілення.

## Галерея

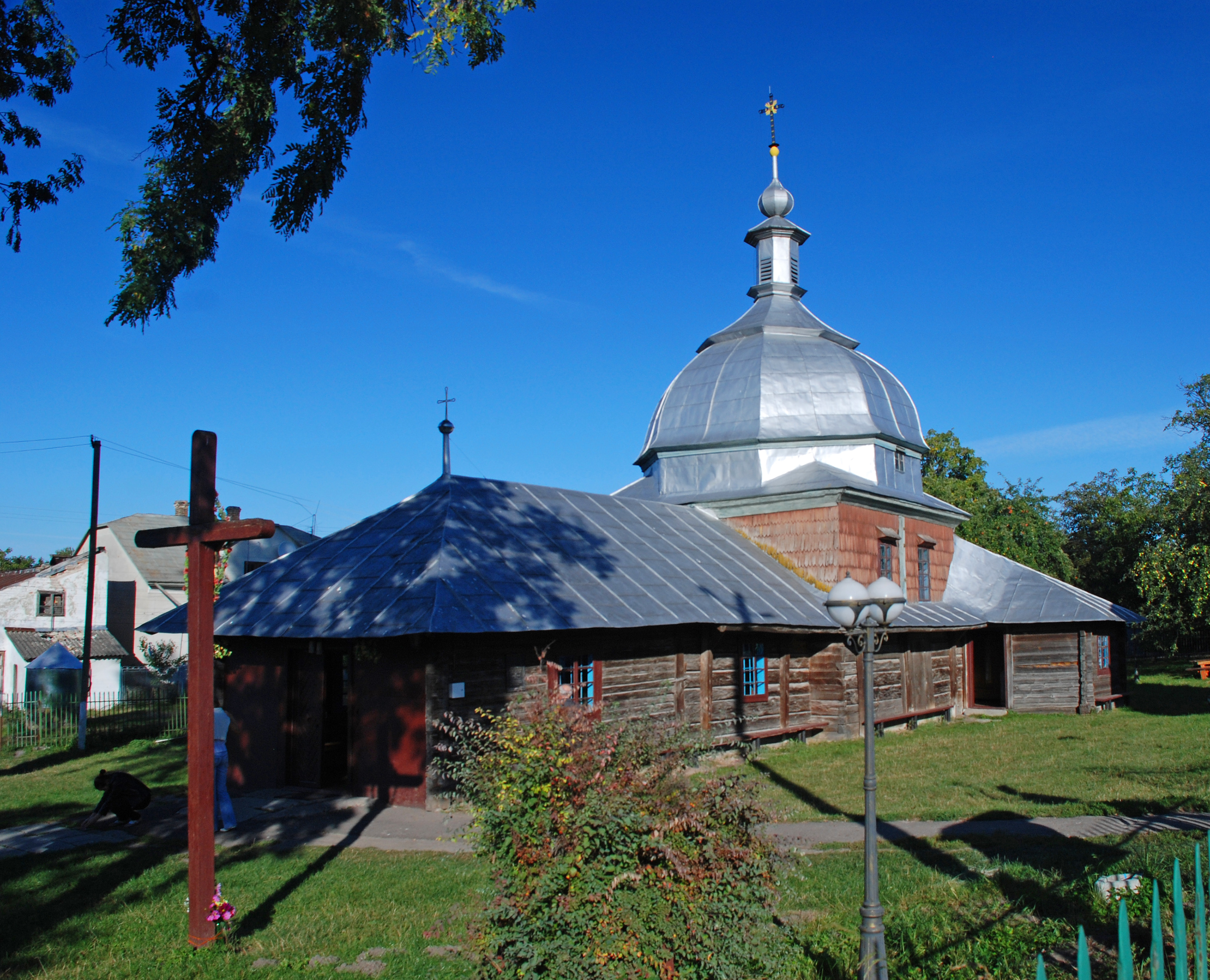
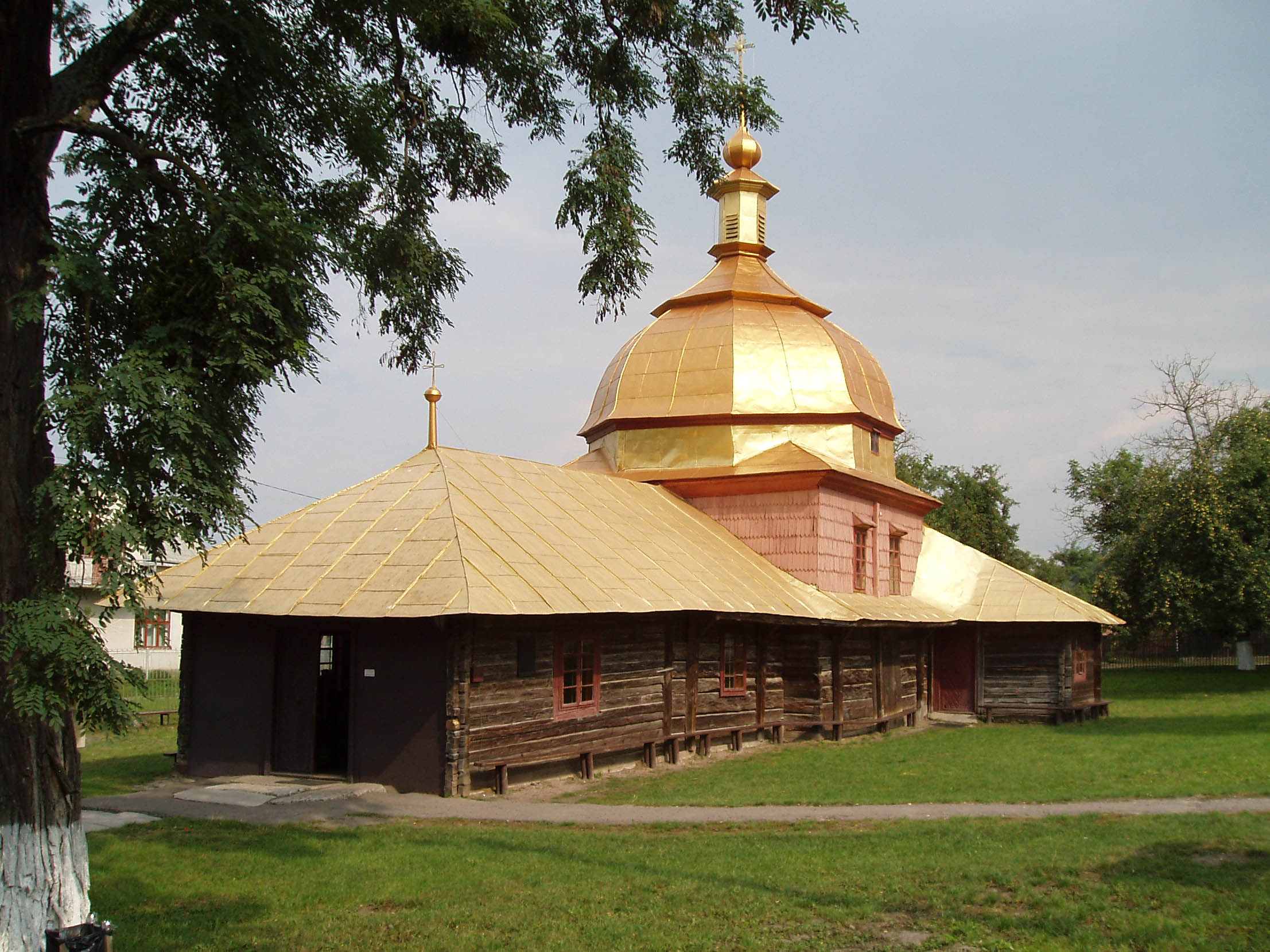
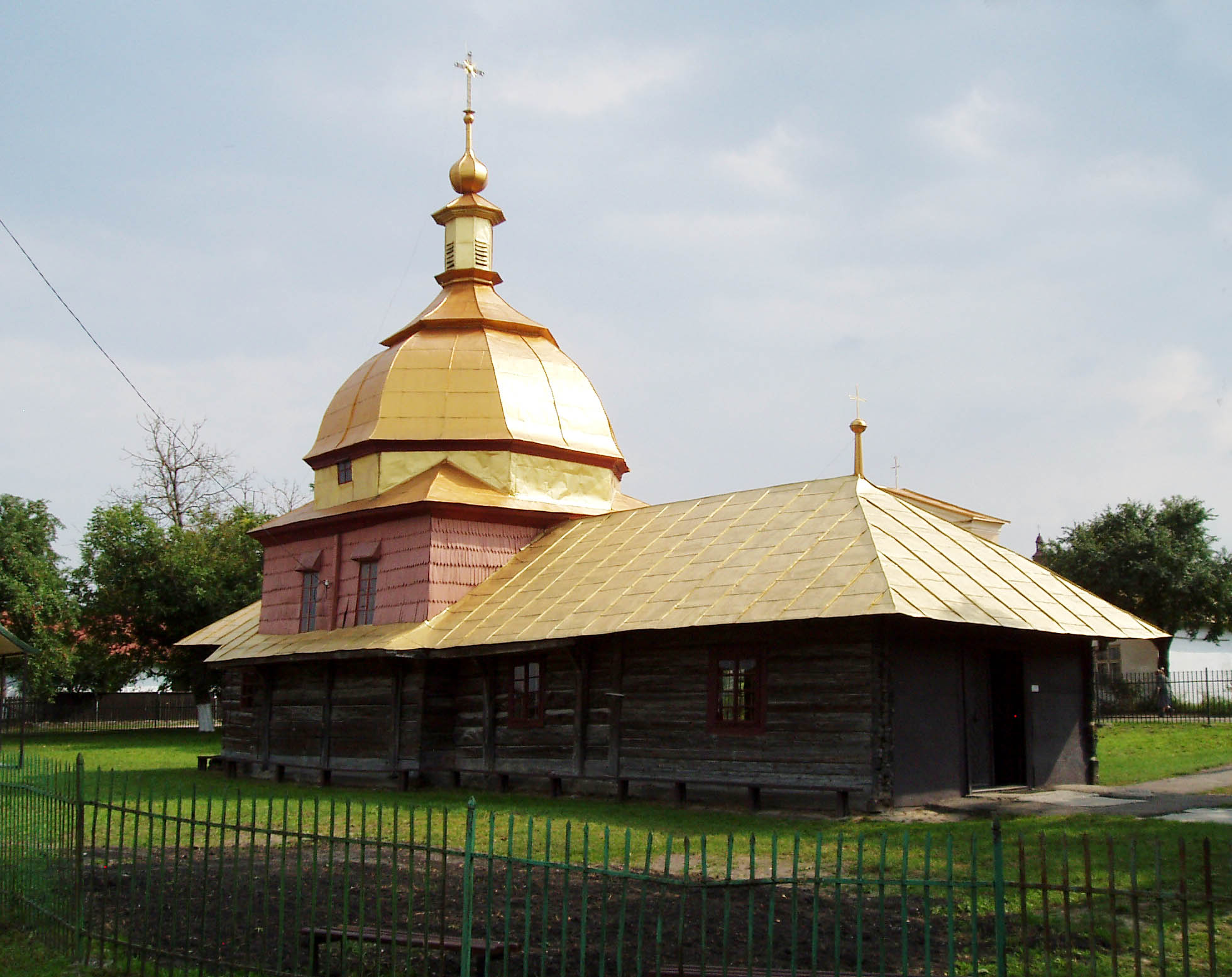
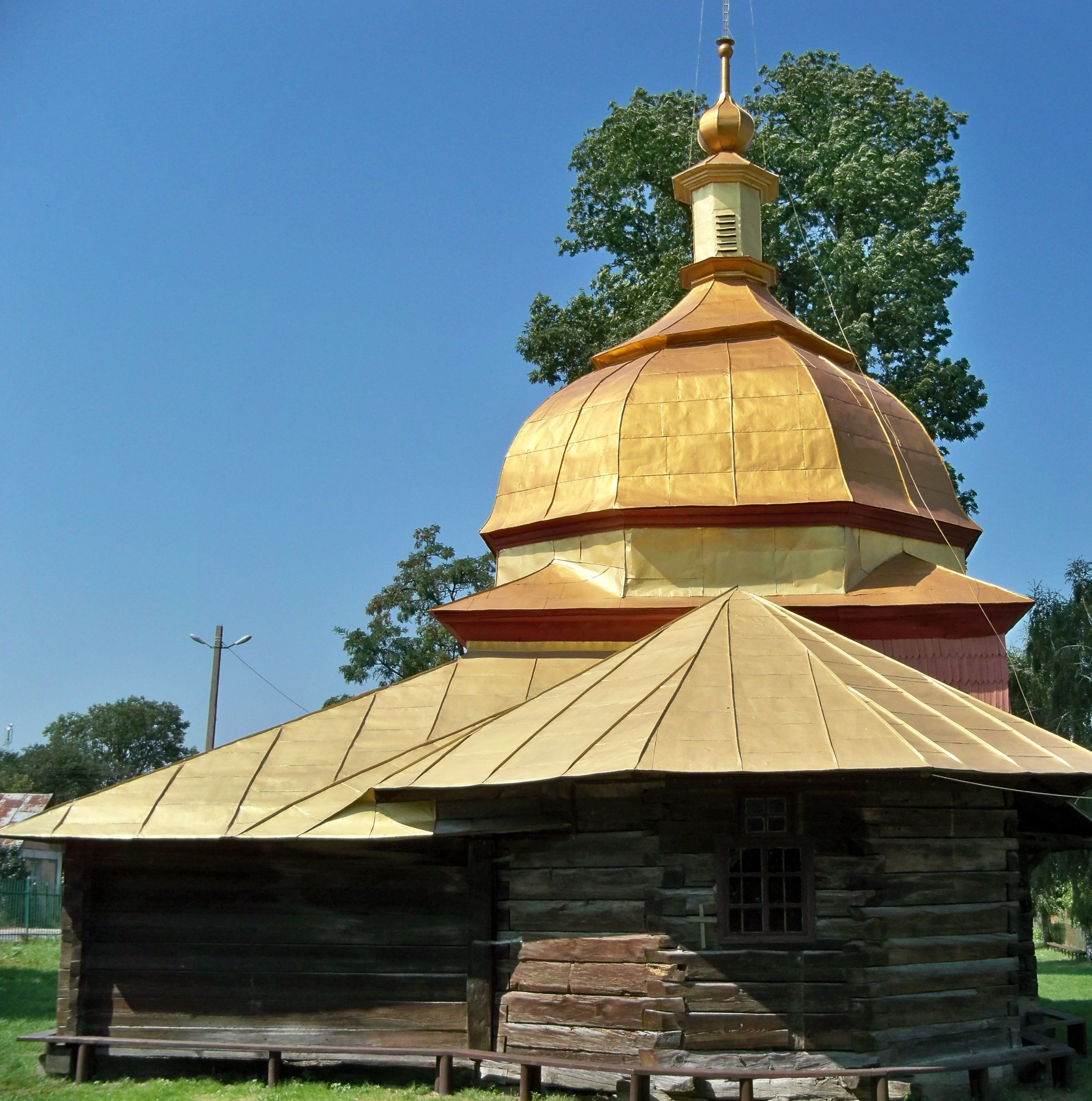
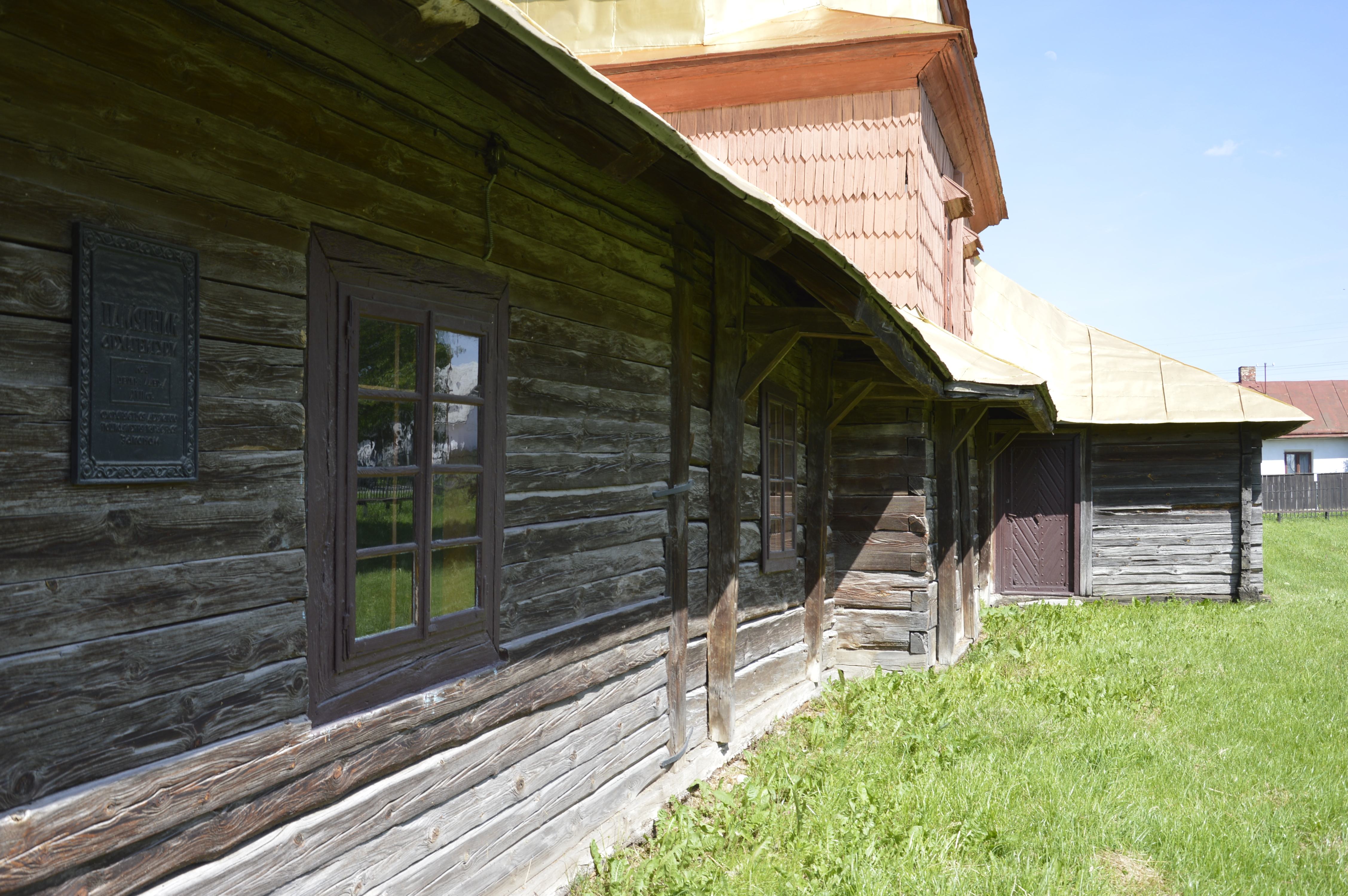
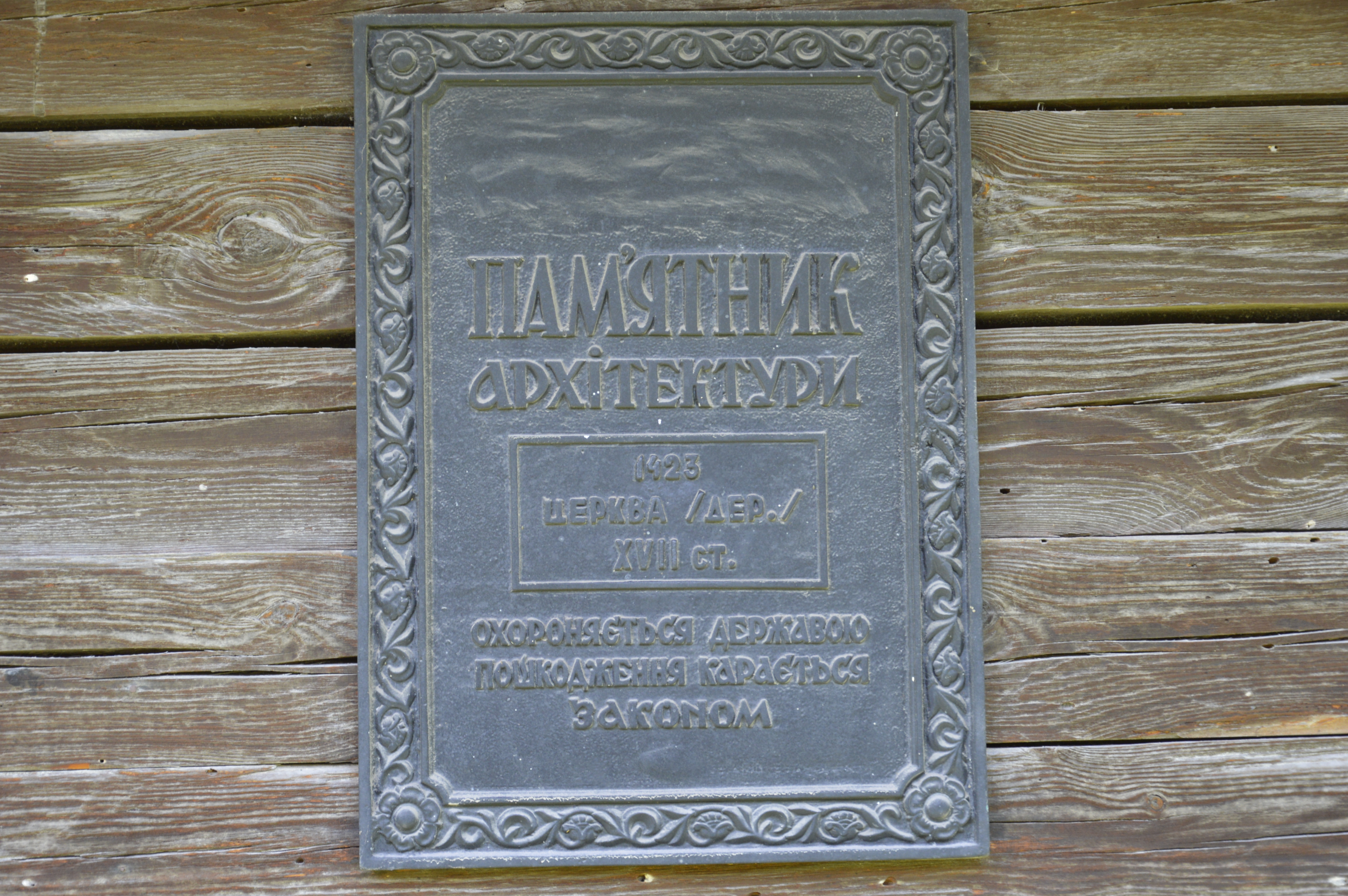
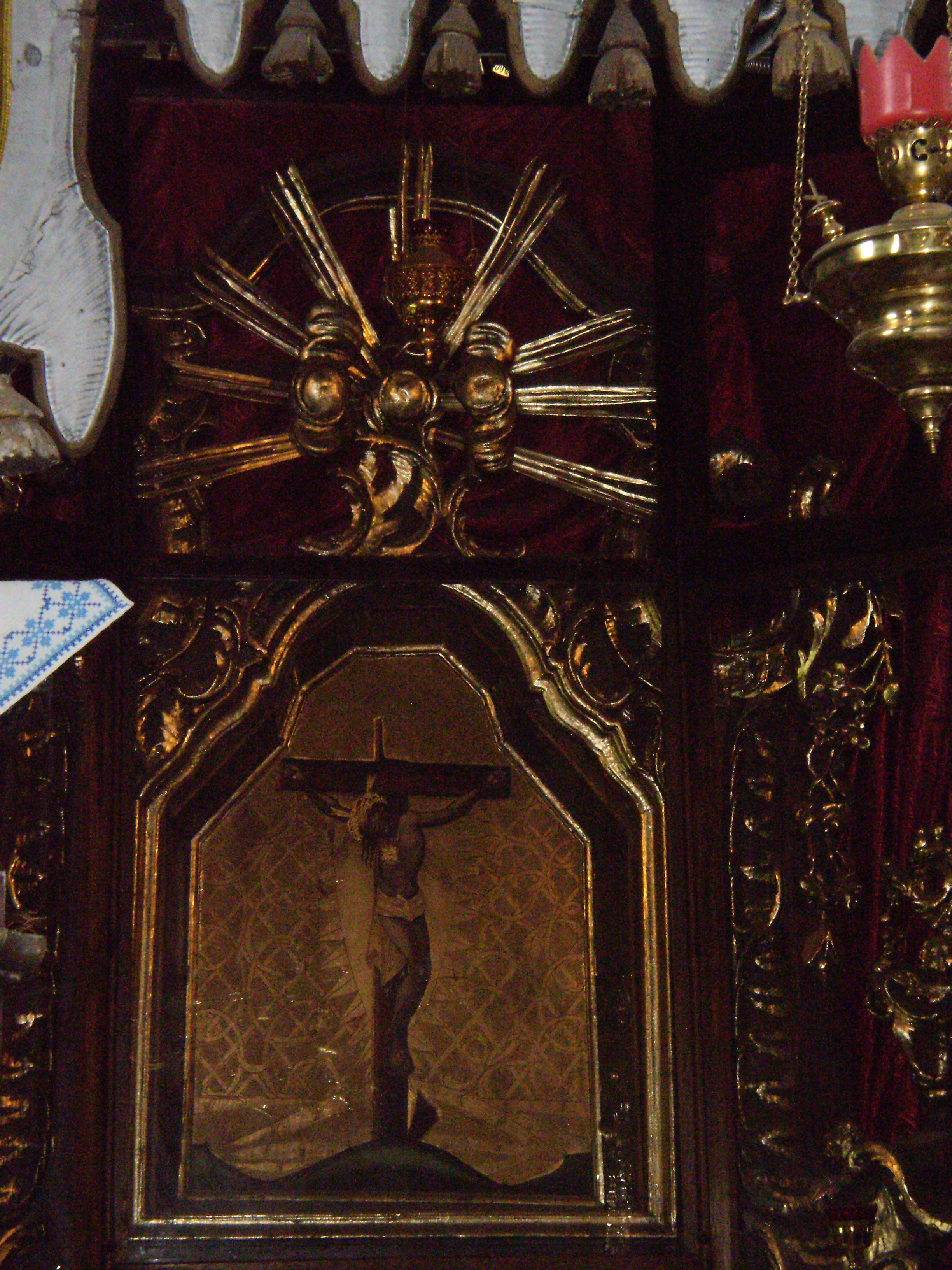
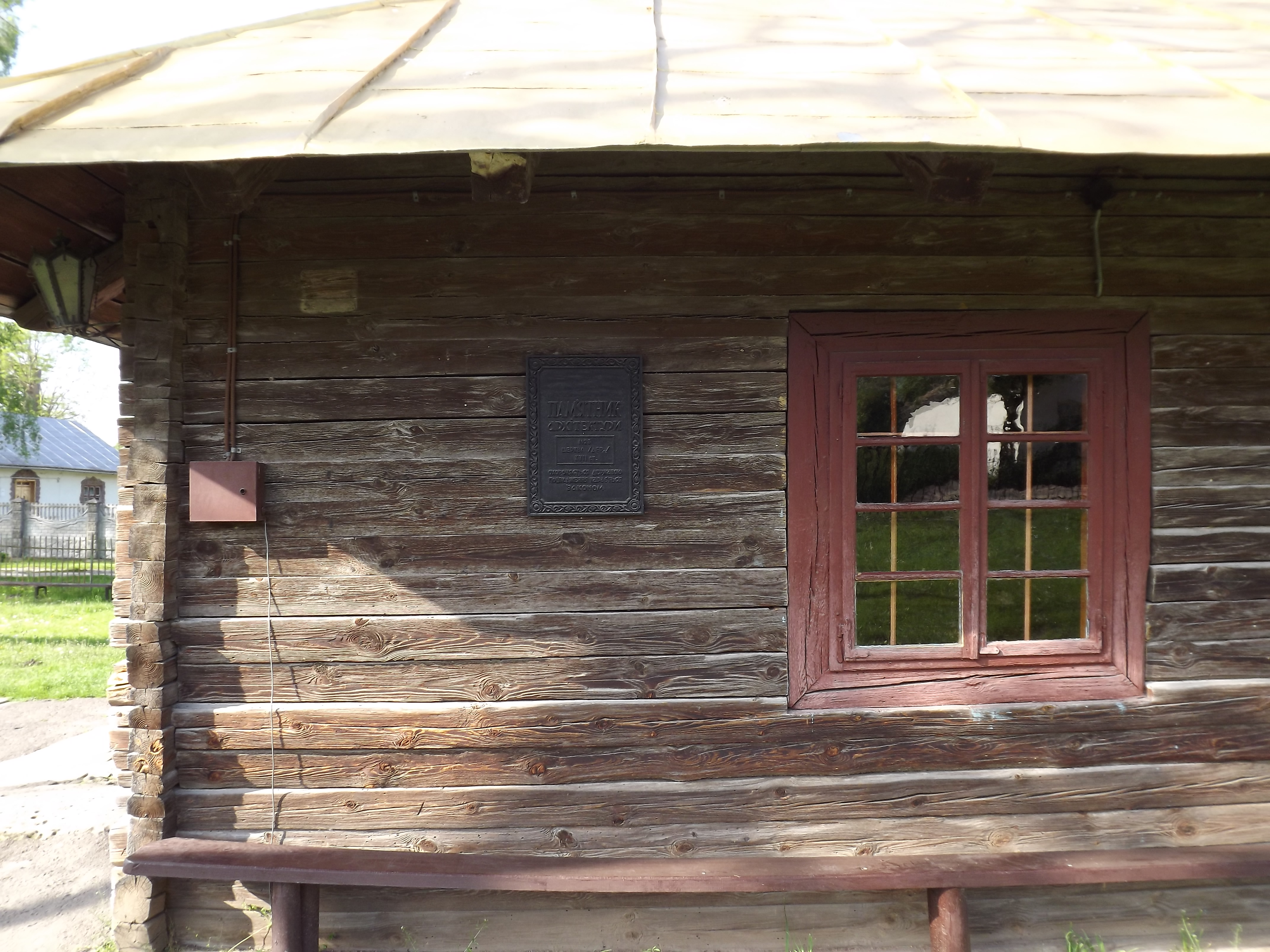
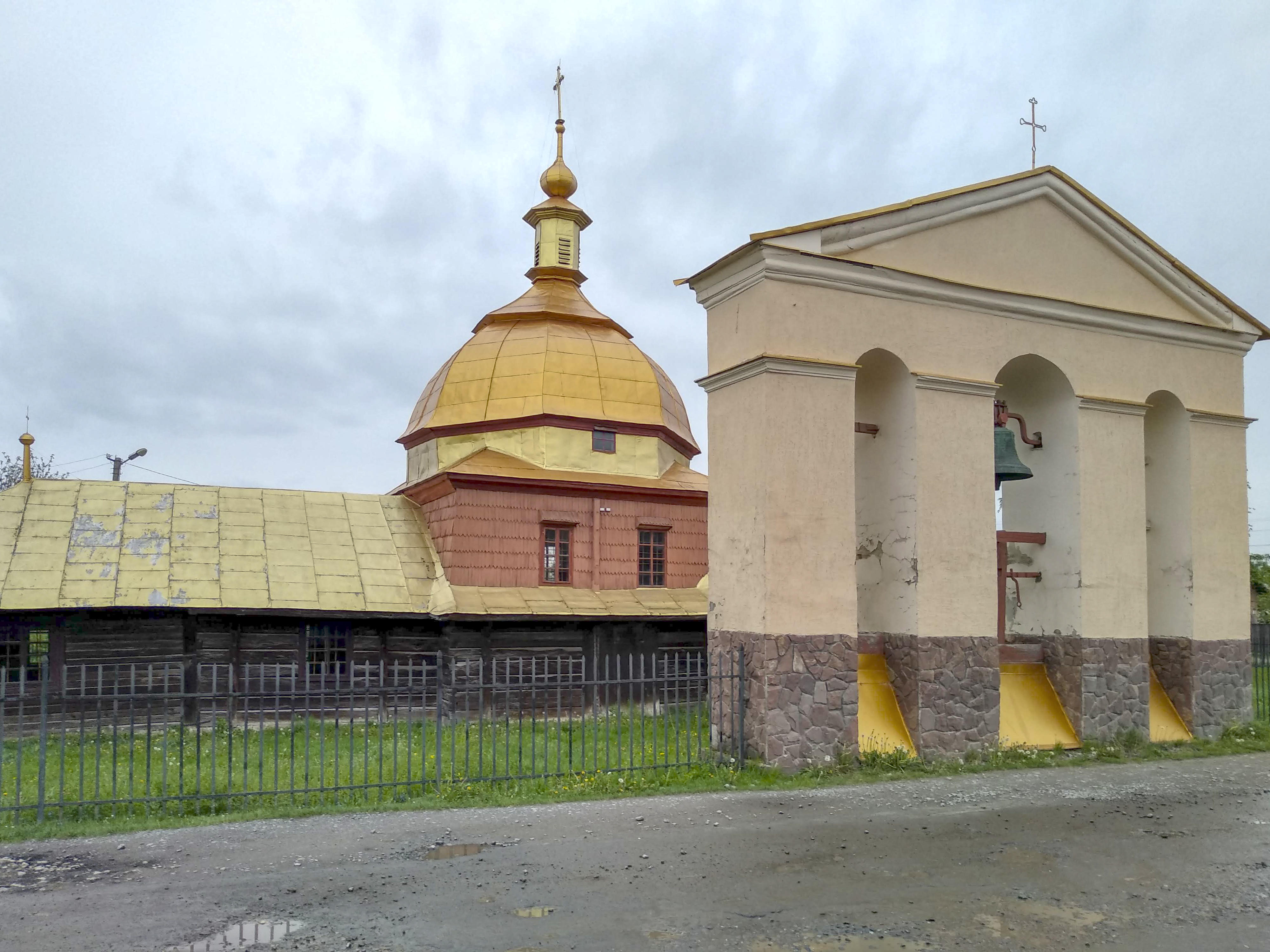
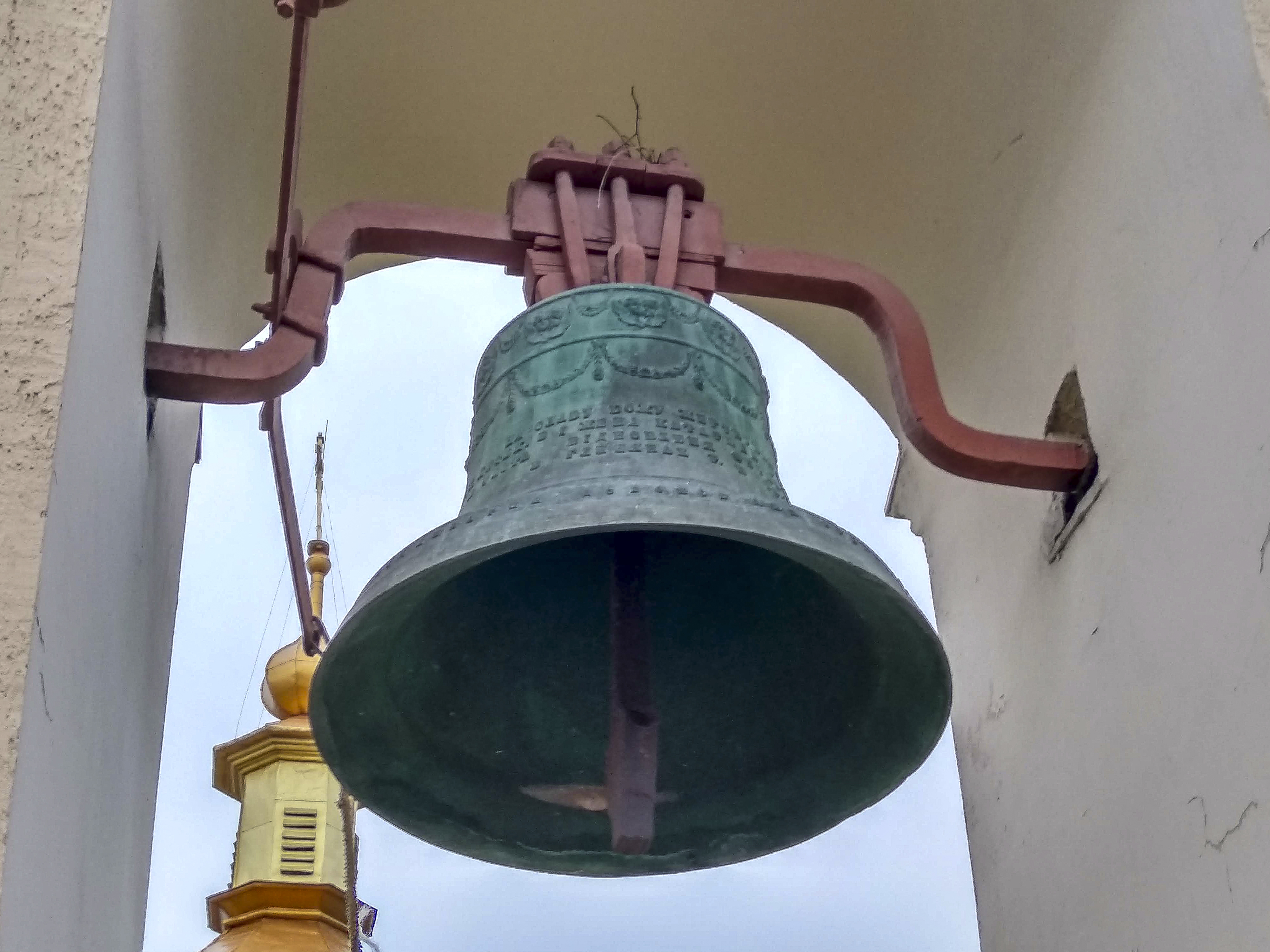